# 워로두구주

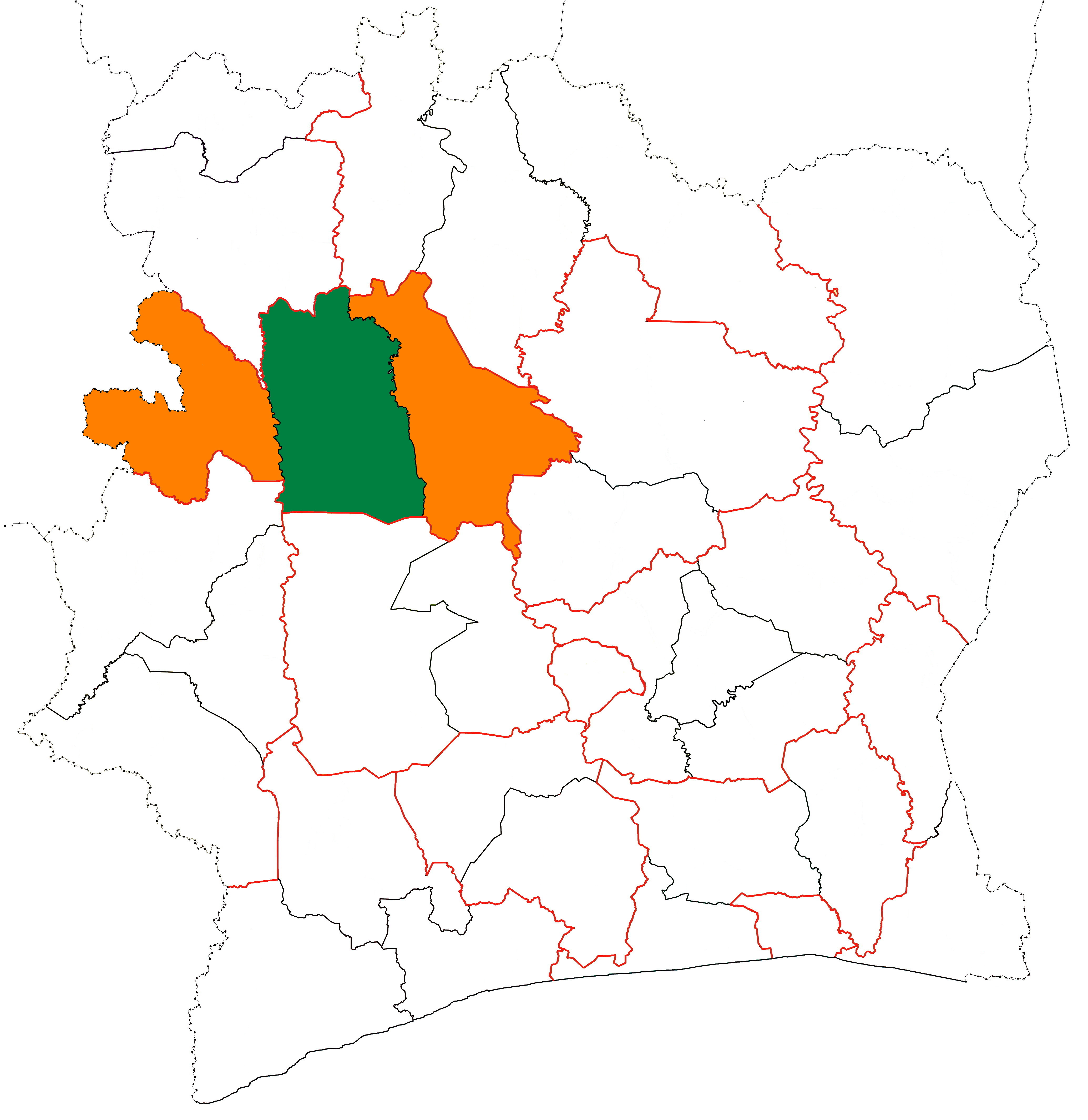
코트디부아르 지도에 표시된 워로바구(녹색+주황색)와 워로두구주(녹색)의 위치

워로두구주(프랑스어: Worodougou)는 코트디부아르 북서부에 위치한 주로 주도는 세겔라이며 면적은 21,900km2, 인구는 400,200명(2002년 기준)이다. 2011년에 실시된 코트디부아르의 행정 구역 개편에 따라 워로바구에 속하게 되었다. 2개 도(세겔라도, 카니도)를 관할한다.